# LABoral Centro de Arte y Creación Industrial
LABoral Centro de Arte y Creación Industrial se inauguró el 30 de marzo de 2007 como espacio interdisciplinar para favorecer el intercambio artístico y fomentar la relación entre sociedad, arte, ciencia, tecnología y las industrias creativas. Es el único centro existente en España dedicado, desde su misma concepción, a la cultura tecnológica, la investigación artística, la producción, la formación, la exposición y la difusión del arte y las industrias creativas. Representa un nuevo modelo de centro de arte cuya programación tienen como soporte esencial la propuesta de estrategias de participación y diálogo en la intersección misma del arte y la creación industrial. Para alcanzar estos objetivos, la relación con el entorno más inmediato -Asturias, la sociedad regional y los artistas asturianos- y la colaboración con instituciones a las que mueven objetivos afines son pilares esenciales.
El Centro de Arte y Creación industrial de Gijón funciona como estructura de laboratorios en red (fabLAB Asturias, EduLAB, AVLAB, AudioLAB), cuya meta es la investigación, el desarrollo y la producción, y como un laboratorio abierto de Investigación, desarrollo e innovación (I+D+i) tecnológico y sociocultural, a partir de un planteamiento transversal y entre ámbitos, comunidades y prácticas.
En 2016 se desarrolla un conflicto laboral debido al despido sin previo aviso de parte del equipo con cargos de responsabilidad. Estos responsables de departamentos (proyectos, técnico, audiovisuales, fablab) estaban cotratados de forma irregular por parte de la gerencia del centro y la Fundación.
Fue fundado por Rosina Gómez Baeza, convirtiéndose en su primera directora .

## Directores artísticos
- El primer director artístico fue Eric Berger de 2007 hasta 2008.
- Benjamin Weil fue director artístico desde 2009 hasta finales de 2013 que dimitió.[3]
- Oscar Abril Ascaso fue director de marzo de 2014 hasta febrero 2015 hasta donde fue destituido fulminantemente y gano el juicio sobre despido improcedente.[4]
- Entre 2016 y 2021, la gestora cultural alemana Karin Ohlenschläger.[5]
- En 2022 se convirtió en director el artista y arquitecto experimental Pablo de Soto Suárez.[6]

## Áreas de actuación
- Exposición: El programa expositivo de LABoral aspira a convertirse en un referente local, nacional e internacional por su investigación en formatos y lenguajes innovadores que reflejen la emergencia de la producción artística contemporánea.
- Formación: Este aspecto aspira a cubrir las carencias existentes -en relación al uso de los nuevos soportes tecnológicos- en el ámbito escolar, universitario y de formación profesional, estimulando al tiempo la participación ciudadana y amateur.
- Investigación: Laboratorio CREATIC, mediante programas de Becas a jóvenes investigadores en el área de las TIC y la puesta a disposición de infraestructuras avanzadas.
- Creación-producción: Plataforma 0, que actúa en dos áreas: producción de piezas de carácter artístico y producciones altamente cualificadas en el campo de las industrias visuales.
- Programa Público-mediación: En consonancia con el resto del proyecto, LABoral se ocupa de la difusión cultural de las nuevas prácticas artísticas y de las industrias creativas, producidas principalmente sobre, o a través, de soportes tecnológicos

## Publicaciones
- Feedback, marzo 2007
- Gameworld, marzo 2007
- LAB_Ciberespacios, marzo 2007
- It's simply beautiful, julio 2007
- Playware, septiembre 2007
- Emergentes, noviembre 2007

Portada del libro 'Nowhere/ Now/ Here'

- banquete_nodos y redes, marzo 2008
- Homo Ludens Ludens, abril 2008
- Nowhere/ Now/ Here, octubre 2008
- There Is No Road, marzo 2009
- Auto. Sueño y Materia, mayo 2009
- Mediateca Expandida. Arcadia, octubre 2009
- Feedforward. El Ángel de la Historia, octubre 2009
- Mediateca Expandida. Playlist, diciembre 2009
- El proceso como paradigma, abril 2010
- Mediateca expandida. Habitar, mayo 2010
- Pasajes. Viajes por el híper-espacio, octubre 2010
- Mediateca expandida. SummerLAB_showcase, noviembre 2010
- Estación experimental, mayo 2011
- Noches eléctricas, julio 2011